# Pronothobranchius kiyawensis
Pronothobranchius kiyawensis är en afrikansk sötvattenlevande art av äggläggande tandkarp som beskrevs av Ernst Ahl 1928. 
Arten är den enda i det monotypiska släktet Pronothobranchius. Den lever i Burkina Faso, Gambia, Ghana, Kamerun, Mali, Niger, Nigeria och Tchad. Vuxna hanar kan nå en totallängd på upp till och med 6,5 cm, men honorna blir något mindre.

## Akvarieförhållanden
Som flertalet andra äggläggande tandkarpar kan arten med fördel hållas i ganska små akvarium, gärna med en volym omkring 40–60 liters. Detta eftersom de även i naturen främst förekommer i mycket små och endast temporära vattensamlingar, som helt torkar ut under torrperioden. Hannarna är aggressiva mot andra hanar av samma art, men arten kan hållas tillsammans med andra tropiska och subtropiska fiskar med ungefär samma storlek. 

## Uppfödning
Denna så kallade årstidsfisk gräver ner äggen i bottenmaterialet varefter äggen behöver en 3–7 månader lång diapaus ovan vatten. Under denna artificiella "torrtid" måste de förvaras i ett endast lätt fuktigt material, innan de åter läggs ner i vatten där de då vanligtvis kläcks efter bara några timmar. Ofta använder man torv eller torvstö för att förvara äggen i, eftersom torv har en ganska god förmåga att hålla kvar en viss fuktighet över tid, och dessutom verkar milt aseptiskt vilket minskar risken för att äggen angrips av bakterier. Det är viktigt att fuktigheten hålls relativt jämn under hela diapausen. Vid alltför torr förvaring klarar sig inte äggen särskilt länge, och om de förvaras helt i vatten dör de efter endast ett par veckor. Ynglen växer snabbt.